# Comté d'Älvsborg
1634–1997
Le comté d'Älvsborg est une province historique de la Suède. Il s'est fondu en 1998 dans le comté de Västra Götaland. Il avait comme chef-lieu Vänersborg.

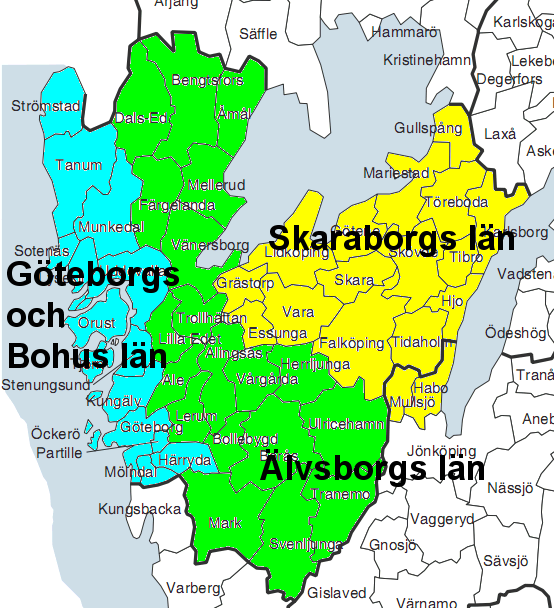
Divisions du comté de Västra Götaland.